# 마리 윌슨

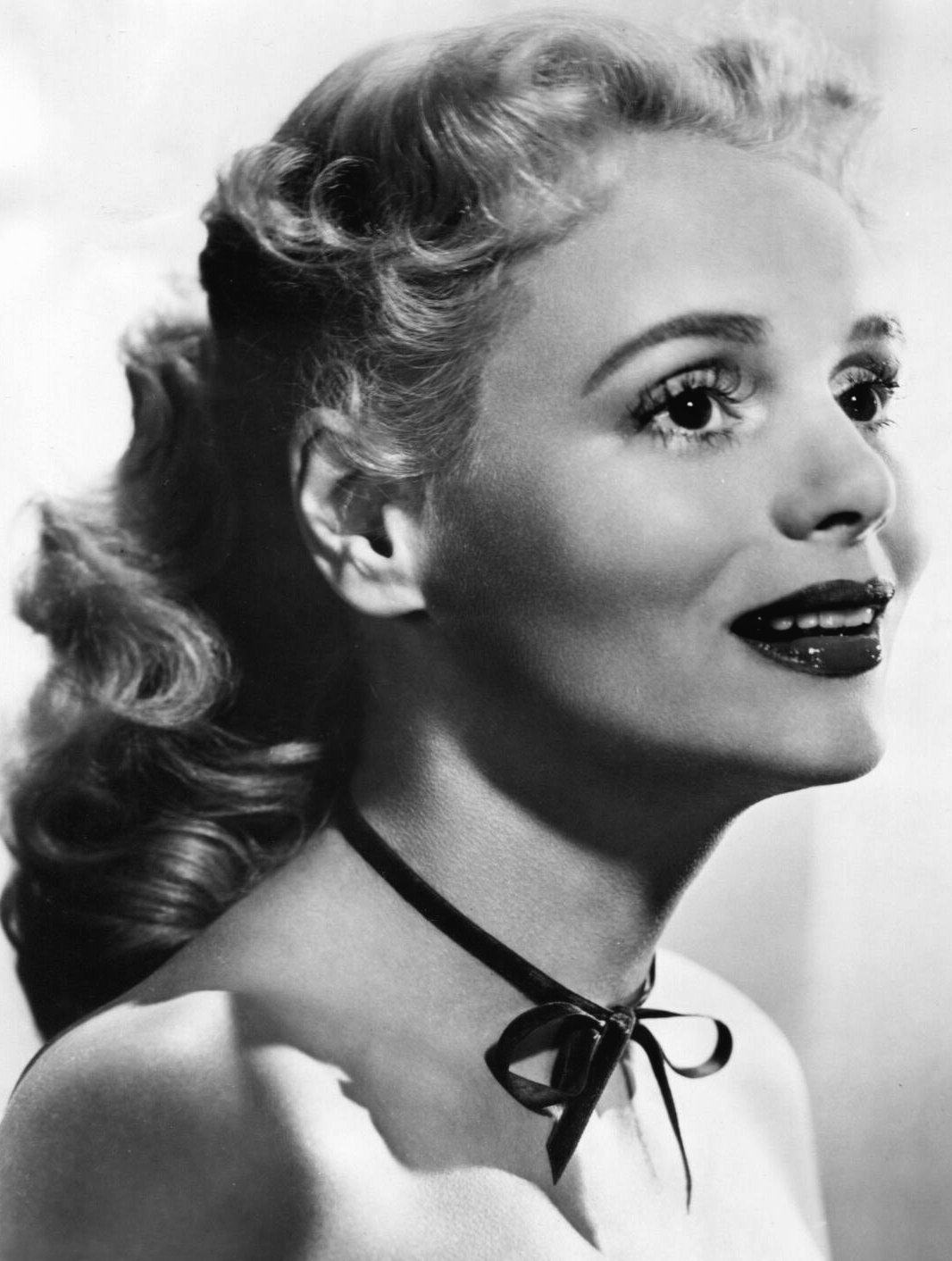

마리 윌슨(Marie Wilson, 1916년 8월 19일 ~ 1972년 11월 23일)는 미국의 배우, 영화배우, 텔레비전 배우, 라디오 DJ, 성우이다.
애너하임에서 태어났으며 할리우드에서 사망하였다. 사인은 암이다.  포리스트 론 메모리얼 파크에 매장되었다.

## 영화
- 미스터 홉스 휴가 가다 (1962년)
- 마이 프렌드 어머 고즈 웨스트 (1950년)
- 마이 프렌드 어머 (1949년)
- 린다 비 굿 (1947년)
- 벨아미의 고백 (1947년)
- 노 리브, 노 러브 (1946년)
- 쉐인 온 하베스트 문 (1944년)
- 백만인의 음악 (1944년)
- 브로드웨이 (1942년)
- 풀스 포 스캔들 (1938년)
- 장난감 나라 (1934년)